# Tominaga
Tominaga (富永) é um sobrenome japonês que significa "prosperidade eterna" ou "riqueza duradoura". É composto por dois kanjis:
- 富 (Tomi) – "riqueza" ou "prosperidade".
- 永 (Naga) – "eterno" ou "duradouro".

O sobrenome é comum no Japão, com uma incidência significativa em regiões como Tóquio, Fukuoka e Osaka, e também é encontrado em comunidades da diáspora japonesa, como no Brasil e nos Estados Unidos.

## Origem e história
O sobrenome Tominaga tem raízes no Japão feudal, possivelmente associado a famílias de samurais ou comerciantes que prosperaram durante o período Edo (1603–1868). Durante esse período, a estabilidade do shogunato Tokugawa favoreceu o crescimento econômico, especialmente em cidades como Nagoya, na região de Chubu, um importante centro comercial na rota Tōkaidō. Dados históricos sugerem que famílias com o sobrenome Tominaga podem ter origem na província de Aichi (Nagoya) ou Gifu, onde registros indicam a presença de proprietários de terras e artesãos com esse nome. Por exemplo, crônicas locais mencionam figuras como Tominaga Nobumitsu, um samurai ativo durante a Guerra Ōnin (1467–1477), e Tominaga Masahiro, um estudioso do clã Tōdō em Ogaki durante o Edo.
Pesquisas acadêmicas, como as disponíveis no repositório CiNii do Japão, indicam que sobrenomes com significados auspiciosos como "Tominaga" eram frequentemente adotados por famílias de status no período feudal. Além disso, discussões no X sugerem que a presença do sobrenome em Gifu pode estar ligada à produção artesanal de papel Mino washi, uma indústria tradicional da região. No século XX, o sobrenome ganhou notoriedade em diversos campos, como artes, esportes e filosofia, refletindo a diversidade de contribuições de seus portadores.

## Pessoas notáveis
- Ai Tominaga (冨永 愛, nascida em 1982) – modelo e atriz japonesa, conhecida por sua carreira internacional na moda.
- Geovanna Tominaga (nascida em 1980) – atriz e apresentadora brasileira de ascendência japonesa, famosa por papéis na televisão brasileira.
- Keisei Tominaga (富永 啓生, nascido em 2001) – jogador de basquete japonês, competidor nas Olimpíadas de Tóquio 2020 e jogador universitário nos EUA.
- Miina Tominaga (冨永 みーな, nascida em 1966) – dubladora japonesa, reconhecida por papéis em animes como Sazae-san e Rurouni Kenshin.
- Tominaga Nakamoto (富永 仲基, 1715–1746) – filósofo japonês do período Edo, conhecido por suas críticas ao budismo, confucionismo e xintoísmo.
- Masanori Tominaga (冨永 昌敬, nascido em 1975) – diretor de cinema japonês, premiado por filmes como The Echo of Astro Boy’s Footsteps.
- Shozo Tominaga (富永 正三, falecido em 2002) – ex-prisioneiro de guerra japonês que se tornou ativista pela paz após a Segunda Guerra Mundial.

## Topônimos
- Tominaga (富永, Nagoya)[6] – localidade em Nagoya, Aichi, no distrito de Nakagawa.
- Tominaga[7](富永, Shinshiro) – localidade em Shinshiro, Aichi.
- Tominaga-chō[8] (富永町, Okazaki) – localidade em Okazaki, Aichi.
- Tominaga-chō[9] (富永町, Toyota) – localidade em Toyota, Aichi.
- Tominaga-chō (富永町) – localidade em Shimogyō, Kyoto, Kyoto.
- Tominaga-chō (富永町) – localidade em Higashiyama, Kyoto, Kyoto.
- Tominaga-mura (富永村) – antiga vila em Tōda-gun, Miyagi. Incorporada a Furukawa em 16 de dezembro de 1950 (atualmente parte de Ōsaki).
- Tominaga-mura(富永村) – antiga vila em Ōra-gun, Gunma. Incorporada a Chiyoda-mura em 31 de março de 1955 (atualmente parte de Chiyoda).

## Distribuição
De acordo com estimativas, Tominaga é o 8.221º sobrenome mais comum no mundo, com cerca de 67.606 portadores no Japão (concentração de 1 em 1.891 pessoas). Fora do Japão, é notável em países com imigração japonesa, como os Estados Unidos (401 ocorrências no censo de 2010) e o Brasil.